# Koninklijke Beloningsmedaille
De Koninklijke Beloningsmedaille (Deens:"Den Kongelige Belønningsmedalje") is een onderscheiding van het Koninkrijk Denemarken. De medaille werd op 4 september 1865 ingesteld door Christiaan IX van Denemarken en wordt zonder ministeriële tussenkomst door de Deense monarch verleend aan verdienstelijke onderdanen.
Sinds 1906 zijn er gouden en zilveren medailles die beiden met of zonder kroon worden uitgereikt, tussen 1898 en 1906 waren er ook "kleine gouden medailles" of "mindre Guldmedaille" die eveneens mét of zonder kroon werden verleend. Sinds 1922 is de gouden medaille van verguld zilver.
Op de voorzijde van de ronde medaille is de soeverein afgebeeld, op de keerzijde is binnen een eikenkrans ruimte gelaten voor een inscriptie.
De medaille wordt gedragen aan een rood lint met een ingeweven wit kruis.
Sinds de jaren 20 worden de medailles meestal voor lange en trouwe dienst in het bedrijfsleven uitgereikt, de Deense regering is zeer spaarzaam met de kruisen van de Dannebrogorde en verleent niet-bestuurders veelal medailles.
In de jaren voor 1951, toen dames nog niet in de Deense ridderorden werden opgenomen werden Koninklijke Beloningsmedailles soms aan een strik van het lint van de Orde van de Dannebrog verleend. Deze op de linkerschouder gedragen medailles werden "damernes ridderkors" oftewel "Ridderkruisen voor dames" genoemd. Heren dragen de medaille aan een tot een vijfhoek gevouwen rood lint met een ingeweven wit kruis op de linkerborst. Op klein tenue wordt door militairen een rood baton met een wit kruis gedragen. De Denen gebruiken hetzelfde lint voor vijfentwintig van hun medailles.
De medailles die veel worden verleend zijn de verantwoordelijkheid van de Deense kabinetssecretaris.